# Кэмпбелл, Дуглас
Ду́глас Кэ́мпбелл (англ. Douglas Houghton Campbell; 1859—1953) — американский ботаник.
Специалист по половому размножению мхов и папоротников.
Автор ряда сводок по разным вопросам географии растений — от экологической географии растительности до исторической фитогеографии в свете идей мобилизма.

## Путь в науке
С 1878 по 1882 год изучал ботанику в Мичиганском университете.
1886 — степень Ph.D. и поездка в Германию.
С 1888 по 1891 год — профессор Стэнфордского университета, в 1891 возглавил кафедру ботаники.
В 1913 году — был избран президентом Американского ботанического общества.
Член Национальной академии наук США (1910), Линнеевского общества, Немецкого ботанического общества, Международной ассоциации ботаников, Американского философского общества.

## Печатные труды
- англ.  Campbell D.H. The Structure and Development of Mosses and Ferns, 1895
- англ.  Campbell D.H. Lectures on the Evolution of Plants. NY; L: Macmillan, 1899
- англ.  Campbell D.H. Plant life and evolution. NY: H.Holt and Co., 1911
- англ.  Campbell D.H. An Outline of Plant Geography. NY: The Macmillan Co., 1926
- англ.  Campbell D.H. The evolution of the land plants. Stanford: Stanford University Press; L: H.Milford, 1940
- англ.  Campbell D.H. Relations of the temperate floras of North and South American // Proc. Calif. Acad. Sci. 4th ser. 1944. Vol. 25, № 2. P. 139–146
- Кэмпбел Д. Х. Ботанические ландшафты земного шара. Очерки по географии растений. М.: Издательство иностранной литературы, 1948